# Johann Georg Weinhold

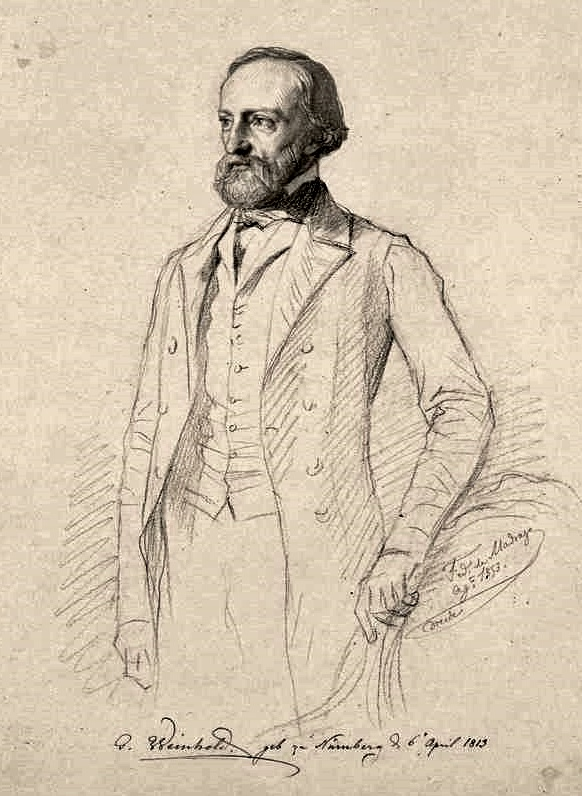
Johann Georg Weinhold, gezeichnet von Federico de Madrazo y Kuntz, 1853

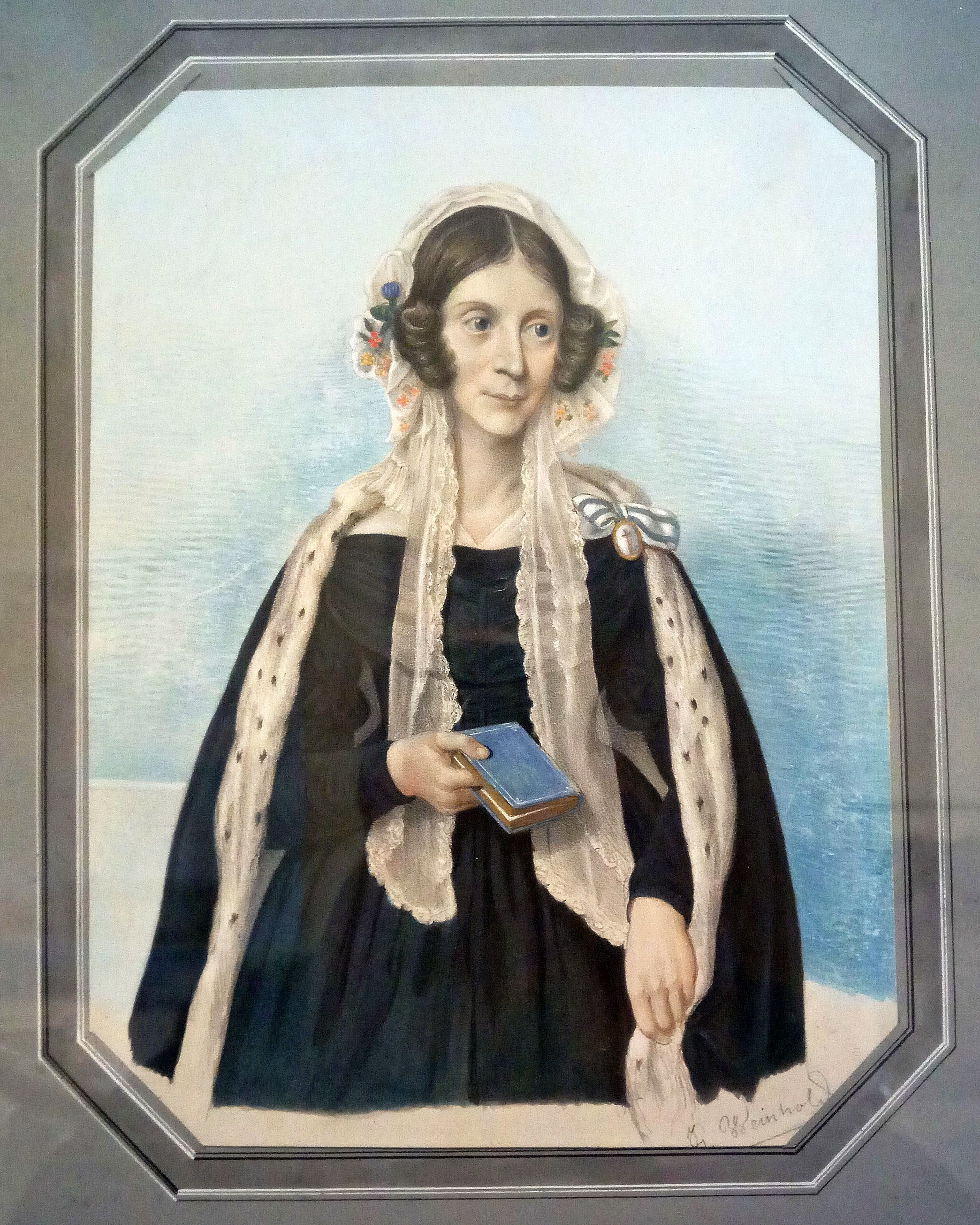
Gräfin Seraphine Franziska zu Leiningen-Westerburg-Neuleiningen, signiertes Porträt von Johann Georg Weinhold

Johann Georg Weinhold (* 6. April 1813 in Leipzig; † 24. Februar 1880 in Rom) war ein deutscher Historienmaler, Graveur und Lithograf.

## Biografie
Weinhold war der Sohn eines Kupferstechers. Ab 1834 studierte er bei Albert Christoph Reindel in Nürnberg und in München Malerei. Er wirkte u. a. in Dresden. Es entstanden Lithographien von Bildern sowie einigen Werken der Gemälde-Galerie (Santis Sixtinische Madonna, Murillos Madonna, v. Dycks Danae). Er wirkte in Frankreich, England, Spanien (1852) und öfters in Italien, wo er auch starb.
Im Museum im Alten Rathaus Grünstadt befindet sich von ihm ein signiertes Aquarell-Porträt der Gräfin Seraphine Franziska zu Leiningen-Westerburg-Neuleiningen († 1874). Es hing ursprünglich in der Ahnengalerie auf der Westerburg und wurde dem Museum geschenkt.

## Werke
- Lithographie von Burkhard Wilhelm Seiler, 1839/1860
- Lithographie von Fürst Heinrich XX. (Reuß-Greiz), 1841
- Lithographie von Graf Cajetan von Bissingen-Nippenburg, 1842
- Lithographie von Ferdinand David
- Lithographie von Heinrich Cotta, 1843
- Lithographie von Gottfried Hermann, 1844
- Lithographie von Karl Gutzkow, 1844
- Lithographie von Teresa und Maria Milanollo, 1844
- Lithographie von Niels Gade, 1845
- Lithographie von Bernhard von Cotta, 1847
- Lithographie von König Friedrich August II., um 1850
- Bremer Ansichten mit 12 Lithographien von 1844/46